# Leopoldina Ortová
Leopoldina Ortová, rozená de Pauli (18. února 1847, Praha – 7. března 1903, Praha) byla česká herečka.

## Život
Pocházela z chudé rodiny, od dětství hrála německy v Praze, Liberci, Teplicích a v Dessau. Roku 1873 vystoupila poprvé česky v Prozatímním divadle, kde o rok později získala trvalé angažmá. Po založení Národního divadla do něj spolu s celým souborem Prozatímního divadla přešla, setrvala tam však pouze do roku 1888. Její poslední rolí se stala Markéta ve Stroupežnického hře Zvíkovský rarášek.
Vynikala jako jedna z nejlepších soudobých představitelek naivních a komických rolí. Byla známa vynikajícím hlasem, většina z her, v níž vystupovala, je ale nyní zapomenuta. Velmi se také angažovala ve vlasteneckých kruzích.
Jejím manželem byl od roku 1884 Josef Ort, vrchní účetní Svatováclavské záložny v Praze, s nímž měla jediného syna  Josefa (* 1885). Po jeho náhlé smrti 22. března 1902 vyšly na povrch značné nesrovnalosti v hospodaření, svědčící o systematických podvodech; vyšetřování nakonec prokázalo škodu převyšující 7 milionů korun. Ona sama byla v této souvislosti několikrát vyslýchána, přičemž stále tvrdila, že o defraudacích v záložně nic nevěděla. Na úhradu ztrát odevzdala nejprve veškeré dědictví po manželovi (asi 400 tisíc korun) a nakonec i svůj vlastní majetek včetně pražského domu, obrazů a hudebních nástrojů; zůstal jí menší domek v Dobřichovicích a malá finanční částka k obživě. Byla velmi nešťastná, že navzdory této snaze ji Právo lidu dál (podle ní nespravedlivě) obviňovalo z účasti na podvodech. Během stěhování z Prahy 6. března 1903 náhle onemocněla a následujícího dne dopoledne zemřela; podle názoru ošetřujícího lékaře bylo příčinou srdeční onemocnění nebo žlučové kameny.